# Motorami-huset

Motorami-huset är en fastighet från 1958 på Östra Tullgatan 1 i centrala Malmö ritat av arkitekt Lennart Bergström och uppfört för bilföretaget Motorami. Huset utgör med sin stora volym och särpräglade femtiotalsarkitektur en markant profil i stadslandskapet. Motoramihuset var Bergströms första egna arbete efter att han hade lämnat Ralph Erskines arkitektkontor, och påverkan från Erskines arkitektur är märkbar i huset.
Östra Tullgatan blev på 1920-talet centrum för Malmös bilhandlare och alla stora bilföretag hade sina utställningslokaler längs gatan. Motoramis hus innehöll en komplett bilanläggning med försäljning, kontor, verkstad och bensinmack samt bostäder i de övre våningarna. Idag är all bilverksamhet borta från huset.

## Bilder
Bilder på Motorami-huset från september 2009.

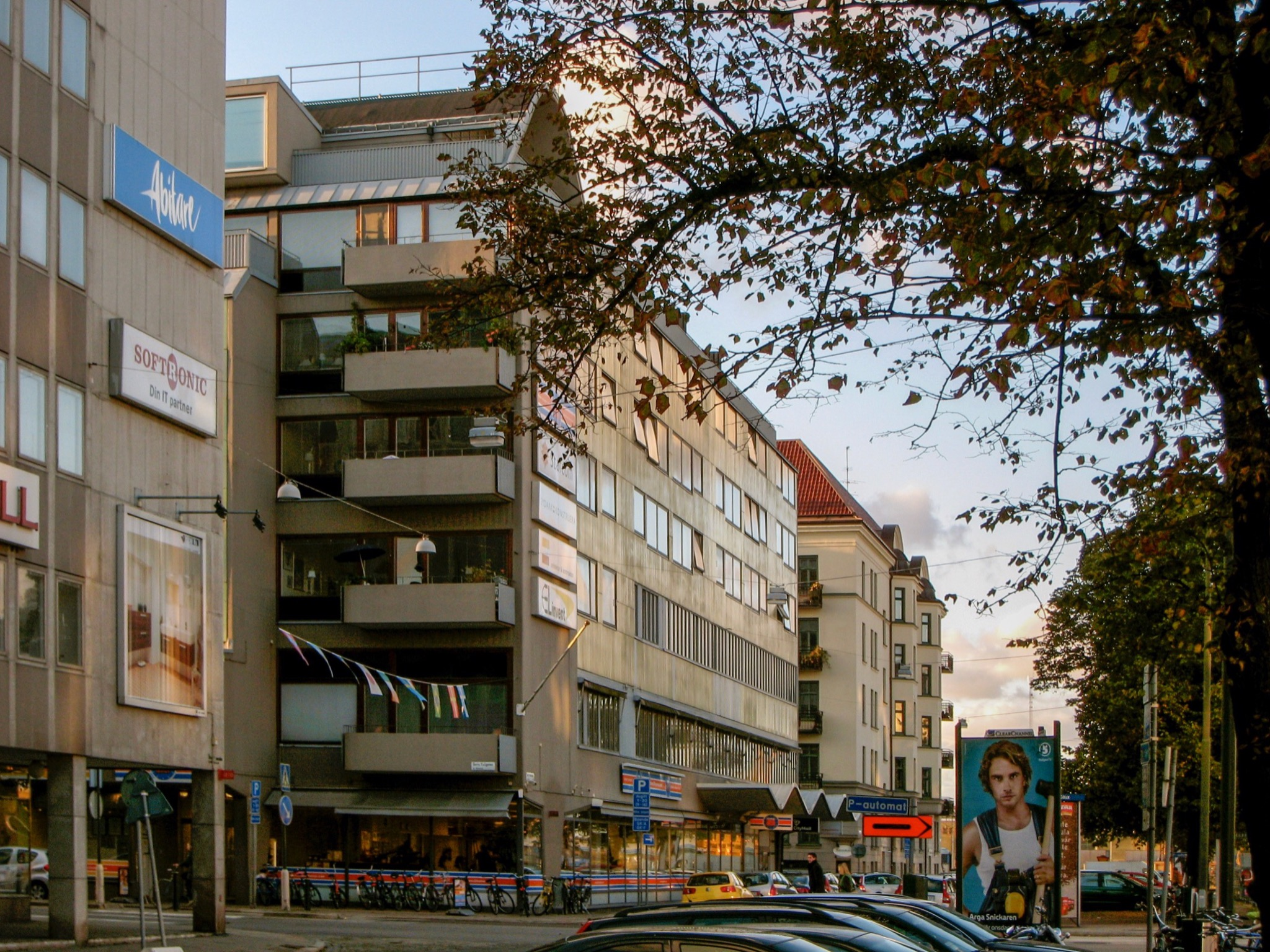
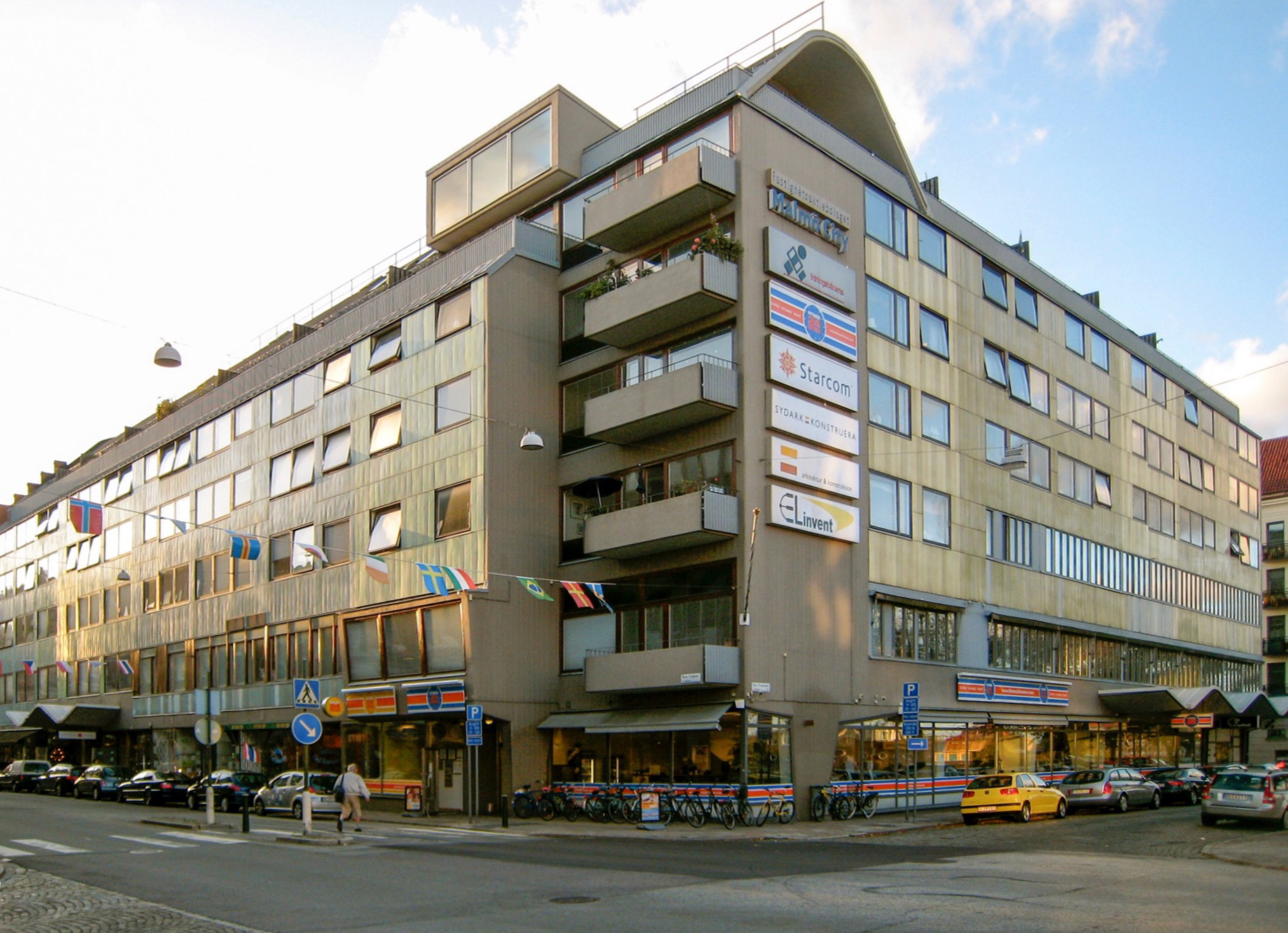
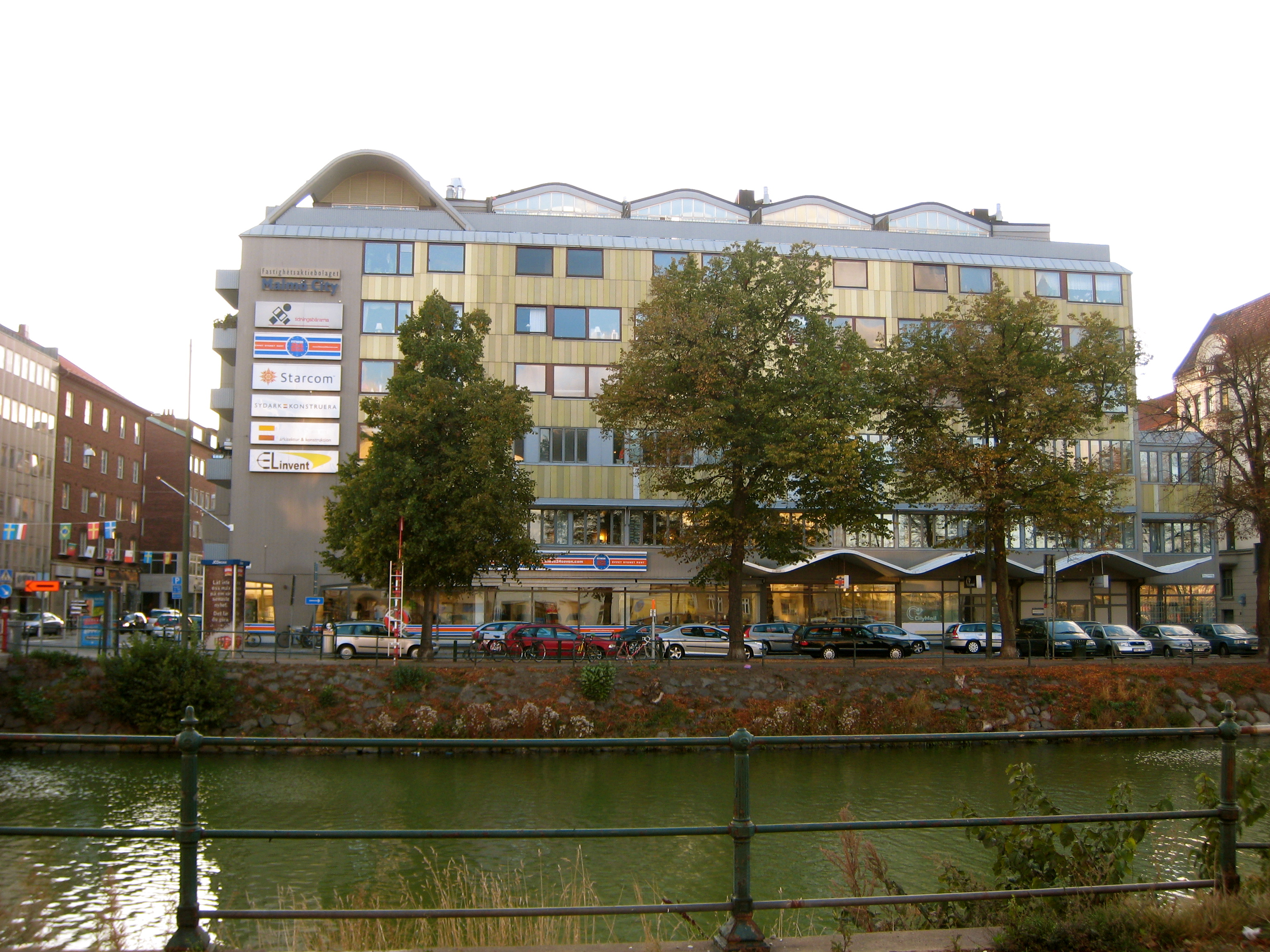